# Objaw Flataua
Objaw Flataua – wspólna nazwa dwóch objawów oponowych. Objawy te mogą być dodatnie przy wzmożonym ciśnieniu śródczaszkowym oraz przy zapaleniu opon mózgowo-rdzeniowych. Zostały opisane przez polskiego neurologa Edwarda Flataua.
Objaw Flataua górny (karkowo-mydriatyczny) – przy biernym pochyleniu głowy do przodu następuje rozszerzenie źrenic.
Objaw Flataua dolny (erekcyjny) – u małych chłopców przy kilkakrotnym pochyleniu tułowia ku przodowi pojawia się erekcja prącia. Obserwowany częściej w gruźliczym zapaleniu opon mózgowo-rdzeniowych.